# Gergely Edit
Gergely Edit (Gyergyószentmiklós, 1974. április 23. –) erdélyi magyar író, költő, műfordító.

## Életpályája
A középiskolát Gyergyószentmiklóson, a Salamon Ernő Gimnáziumban végezte el. Tanulmányai alatt a Stafilokópé című újság szerkesztője volt. 1992–1997 között a Babeș–Bolyai Tudományegyetem magyar–finn szakos hallgatója volt. 2006-ig televíziós szerkesztő volt szülővárosában, a Krónika újság munkatársa és a terasz.hu riportere volt. Később a bukaresti Új Magyar Szó szerkesztője volt. Az Erdélyi Magyar Írók Ligájának (E-MIL) tagja.

## Művei
- Üzenet lélekdoktor szeretőhöz; Erdélyi Híradó, Kolozsvár, 1999 (Előretolt helyőrség könyvek)
- A boszorkánymester. Versregény (Nyitott Könyvműhely, Budapest, 2006)[2]

## Díjai
- Méray Tibor-díj (2005)[3]

## Fordítás
- Ez a szócikk részben vagy egészben  az   Edit Gergely című eszperantó Wikipédia-szócikk ezen változatának fordításán alapul.  Az eredeti cikk szerkesztőit annak laptörténete sorolja fel. Ez a jelzés csupán a megfogalmazás eredetét és a szerzői jogokat jelzi, nem szolgál a cikkben szereplő információk forrásmegjelöléseként.